# Richard Stockton (Politiker, 1764)

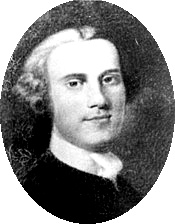
Richard Stockton

Richard Stockton (* 17. April 1764 in Princeton, Provinz New Jersey; † 7. März 1828 im Mercer County, New Jersey) war ein US-amerikanischer Jurist und Politiker (Föderalistische Partei), der den Bundesstaat New Jersey in beiden Kammern des Kongresses vertrat. Im Amt des Senators folgten ihm später sein Sohn Robert und sein Enkel John nach. Sein Vater, der ebenfalls den Namen Richard Stockton trug, gehörte als Unterzeichner der Unabhängigkeitserklärung zu den Gründervätern der Vereinigten Staaten.
Nachdem er als Junge Privatunterricht erhalten hatte, schrieb sich Richard Stockton am College of New Jersey, der späteren Princeton University, ein und machte dort 1779 seinen Abschluss. Danach studierte er die Rechtswissenschaften, wurde 1784 in die Anwaltskammer aufgenommen und begann in seinem Heimatort Princeton als Jurist zu praktizieren. Von 1789 bis 1791 war er der erste Bundesstaatsanwalt für den Distrikt von New Jersey; sein Nachfolger wurde Abraham Ogden.
Als US-Senator Frederick Frelinghuysen am 12. November 1796 sein Mandat niederlegte, wurde Richard Stockton zu dessen Nachfolger im Kongress ernannt. Er verblieb dort bis zum 3. März 1799 und bewarb sich nicht um die Wiederwahl. Sein Nachfolger wurde mit Jonathan Dayton ebenfalls ein Föderalist. In den Jahren 1801, 1803 und 1804 kandidierte er erfolglos für das Amt des Gouverneurs von New Jersey. Er unterlag jeweils Joseph Bloomfield von der Demokratisch-Republikanischen Partei.
1812 bewarb sich Stockton erfolgreich um die Wahl ins Repräsentantenhaus der Vereinigten Staaten. Er verbrachte zwei weitere Jahre im Kongress und schied danach wiederum auf eigenen Wunsch aus. Seine letzte Kandidatur für ein politisches Amt erfolgte im Rahmen der Präsidentschaftswahl 1820. Stockton trat als Vizepräsident an; allerdings gab es keinen föderalistischen Präsidentschaftsanwärter gegen Amtsinhaber James Monroe. So war seine Kandidatur von vornherein praktisch chancenlos, da Daniel D. Tompkins als Monroes Running Mate feststand. Im Electoral College, das getrennt über Präsident und Vizepräsident abstimmt, erhielt er dennoch acht Stimmen aus Massachusetts. Richard Stockton war damit der letzte Politiker, der für die Föderalistische Partei bei einer Präsidentschaftswahl antrat.